# Malmea
Malmea is een geslacht uit de familie Annonaceae. De soorten uit het geslacht komen voor van in Panama tot in tropisch Zuid-Amerika.

## Soorten
- Malmea dielsiana R.E.Fr.
- Malmea dimera Chatrou
- Malmea guianensis R.E.Fr.
- Malmea manausensis Maas & Miralha
- Malmea obovata R.E.Fr.
- Malmea surinamensis Chatrou